# سم میواس
سامانتا "سم" میواس (زادهٔ ۹ اکتبر ۱۹۹۲) یک بازیکن زن فوتبال اهل کشور آمریکا است.وی در پست هافبک برای تیم باشگاهی وسترن نیویورک فلش و تیم ملی آمریکا بازی می‌کند.